# Савино (Кадомский район)
Савино — деревня в Восходском сельском поселении Кадомского района Рязанской области.

## История
Деревня, одна из древнейших в Кадомском районе, впервые упоминается в 1648 году.
В 1937 году в деревне Савино противники участия в выборах заявляли следующее: «Если мы изберем Зверя, он нас всех получит»
В 1971 году деревню посетили этнографы, записавшие вечерние ритуалы венчального дня (Самоделова Е. А. «Традиционная рязанская свадьба», Глава 4, С.11, с ссылкой на МГК. Отчет Терегуловой Н. Н. (Гиляровой Н. Н.) об экспедиции в Рязанскую область летом 1971. Приложение к отчету. С. 15)
15 июля 2015 года в деревне прошел День села.

## География
Деревня находится на востоке Рязанской области, в 20 км к северо-западу от районного центра Кадома, на реке Ивановка. Река к юго-востоку от деревни запружена.
Уличная сеть состоит из одного географического объекта: ул. Возрождения.

## Население
| 1984 | 2010 | 2023 |
| ---- | ---- | ---- |
| 50   | ↘26  | ↘12  |

## Инфраструктура
Личное приусадебное хозяйство. В 2015 году деревню газифицировали, вместе
д. Сумерки, одной из последних в Рязанской области.
Дошкольники д. Савино обучаются в детсад № 4 р.п. Кадом

## Транспорт
По южной границе деревни проходит трасса 61К-030 Сасово-Кадом, на которой есть остановка общественного транспорта Савино.